# Elena Gigliotti
Elena Gigliotti (Catanzaro, 24 settembre 1987) è un'attrice italiana.

## Biografia
Nel 2021 ha avuto un ruolo in Il giorno e la notte, film drammatico diretto da remoto da Daniele Vicari, durante il lockdown per la pandemia di COVID-19. Nel 2022 ha preso parte alle serie televisiva Bang Bang Baby nel ruolo di zia Rita.
Ha recitato come protagonista nel film del 2023 L'invenzione della neve, diretto da Vittorio Moroni, presentato alle Giornate degli Autori della Mostra del cinema di Venezia. Per questo ruolo è stata candidata ai Ciak d'oro come migliore rivelazione dell'anno.
Ha una relazione con l'attore Dario Aita.

## Filmografia (parziale)

### Cinema
- Love Me Tender, regia di Klaudia Reynicke-Candeloro (2019)
- Il giorno e la notte, regia di Daniele Vicari (2021)
- Notte fantasma, regia di Fulvio Risuleo (2022)
- L'invenzione della neve, regia di Vittorio Moroni (2023)

### Televisione
- Bang Bang Baby – serie TV, 8 episodi (2022)